# AKIBA'S BEAT
『AKIBA'S BEAT』（アキバズビート）は、アクワイアのゲームソフト。
2016年12月15日にPlayStation 4版が発売された。
2017年4月27日にPlayStation Vita版が発売された。

## 概要
2011年に発売された『AKIBA'S TRIP』より始まる、アクワイアの『AKIBA'S』シリーズのひとつ。今作は『ディバインゲート』のメインスタッフであったディレクター・高野康太とイラストレーター・UCMMを主軸として製作されている。
「リアルに再現された秋葉原の街が舞台」というシリーズの基本コンセプトを継承しつつも世界観設定は本作オリジナルのものへ一新されており、ゲームジャンルも『AKIBA'S』シリーズおよびアクワイアの開発タイトルとしては初となるアクションRPGとなっている。
AKIBA'S TRIPシリーズと同じく秋葉原が舞台ではあるが、点在する店舗のほとんどが実際の店舗をオマージュした架空の名前となっている。（AKIBA'S TRIP1作目もSTEAM配信に伴い、店舗名が変えられている）
作品テーマは「終わらない日曜日」と「侵食する妄想」。

## ストーリー
主人公・立花アサヒは秋葉原に住むオタク文化が大好きなニート。
その自堕落な生活に幼馴染の藍原ミズキにはいつも呆れられている。
とある日曜日。
ミズキとの約束の時間に寝坊したアサヒは急いで待ち合わせに向かっていた。
少しでも早く着こうと秋葉原駅を通り抜けようとして、いつもと違う光景が目にはいってしまった。
違和感に立ち尽くすアサヒにそこに声をかけてくる存在がいた。
ぴんくんという謎の生き物を従えた星野サキという少女はこれを『妄想』から生まれた『妄想宮』という。
彼女たちに巻き込まれる形でアサヒは現れた入口をくぐり、世界の真実を知る。
そして今日『も』日曜日が始まろうとしていた――――――

## ゲームシステム
本作はリアルに再現された秋葉原の街並みと人々の『妄想』より生まれた『妄想宮』を舞台に物語を繰り広げるアクションRPGである。
基本的には本編である「メインイベント」とキャラクターの内面に深く迫っていく「サブイベント」に分類され、ゲーム中は常にメインイベントが発生している状態となる。
エンカウント
『妄想宮』の中は迷宮の様相をしており、モンスターである『妄想獣』がマップ内をうろついている。
プレイヤーはリーダーとして指名したブレイアブルキャラクターを操作し、移動する。
『妄想獣』はプレイヤーを見つけると彼らの縄張りから離れるまで追いかけてくる。
『妄想獣』と接触することで戦闘が開始するが、『Encount（通常）』、彼らに攻撃することで始まる『First Attack（『妄想獣』に一定のダメージを与えた状態で始まる）』、ブレイアブルキャラクターの背後から接触される『Back Attack（プレイヤーパーティーに一定のダメージが与えられた状態で始まる）』
の３種類がある。
戦闘
戦闘はブレイアブルキャラクターから最大４人とサポートキャラクターの一名で挑む。
戦闘開始時はリーダーとして指名したキャラクターを操作するが十字キーで操作キャラクターを変更できる。
キャラクターが攻撃やスキルを一度に使える回数としてアクティブポイント（以下AP）が決められている。
APが切れると回避や防御しか使えない。なお、時間経過で最大値まで回復する。
APの最大値はパーソナルウェポンのCPU（後述）の性能で決まる。
イマジンモード
戦闘中にたまる『イマジンゲージ』が最大にたまった状態で始められるモードである。
ヘッドフォンを装着し、BGMが変化し流れる曲に合わせて体を動かすことでより協力な攻撃を繰り出せる。
星野サキ曰く「PVごっこ」である。
この時の曲は後述のHDD内に入れた曲の中から選択できる。
イマジンモード時の能力上昇率はパーソナルウェポンのグラフィックボード（後述）の性能で異なる。
パーソナルウェポン
妄想宮に入るとどこからともなく出現し、掌に納まっている武器である。
アサヒたちブレイアブルキャラクターはそれぞれのパーソナルウェポン（略してパソポン）を装備して『妄想獣』と戦う。
その形は誰一人として同じではない。
パソポンは以下の要素で形成されている。
マザーボード：パソポンのレベルを上げ、装備できるパーツの種類が増える。
CPU：一度に行動できる回数が増える。
HDD：イマジンモードで使用できる楽曲の候補数が増える。
グラフィックボード：イマジンモード時の能力の上昇率が上がる。
メモリ：攻撃力が上がる。
これらのパーツは秋葉原の店やサブイベントで入手できる。
装備
体への装備を示す。
アサヒたちはパソポンの他に、衣類やアクセサリーを装備することが出来る。
衣類で防御、アクセサリーで様々な効果を得られる。
装備品は秋葉原の店で買うことが出来るが、妄想宮の宝箱やサブイベントでも入手できる。
トレカ
秋葉原のトレーディングカードショップなどで扱われているトレーディングカード（以下トレカ）は収集するだけでなく、装備することで様々な効果が得られる。
それぞれのトレカにはレア度が存在し、低い順からコモン、ノーマル、レア、スーパーレア、ウルトラレアと呼ばれる。
一回の購入でランダムに５枚ゲットできる。全てのレア度が対象のノーマルパックとスーパーレアとウルトラレアのみが入っているスペシャルパックの２種類がある。
カードにはそれぞれ二つ名があり、前半と後半で分けて装備できる。
例）それぞれ「○○の▽▽」と「◇◇の◎◎」のカードで前半に一枚目、後半に二枚目を装備すると表示される二つ名は「○○の◎◎」である。

## 登場人物

### プレイアブルキャラクター
立花 アサヒ（たちばな アサヒ）
声 - 増田俊樹
【年齢:19歳/使用パソポン:刀型パソポン・アカツキ】
秋葉原に住むニート。大学への進学を機に上京してきたも、中退した。本作の主人公。戦闘では剣を使用。
アルバイトをしていた時期もあるが、「誰かの下につくのが嫌」という言い訳ですぐやめている模様。
再び巻き起こった日曜日に戸惑い、電気街でオーディオの妄想宮を見て驚愕しているところをサキに目を付けられ、強制的に妄想宮の破壊につき合わされる事になる。
趣味は寝ること、嫌いなことは仕事と勉強。
星野 サキ（ほしの サキ）
声 - 田所あずさ
【年齢:18歳/使用パソポン:双剣型パソポン・スピカ】
服飾専門学生。妄想宮の存在に早くから気づいており、謎を突き止めるために使い魔のぴんくんと共に秋葉原にやってきた。戦闘では短刀を使う。出身地は仙台。
使い魔のぴんくんを従えてアサヒに声をかけ、彼を強制的に妄想宮破壊につき合わせている。
接客業に慣れており、経営難にあえぐフィギュアショップを目の当たりにした際、フィギュアの知識の乏しさを接客力でカバーし、見事再建させた。
百瀬 リユ（ももせ リユ）
声 - 山崎エリイ
【年齢:14歳/使用パソポン:杖型パソポンハニーバニー】
「りっぴょん」の愛称で知られるアイドル。秋葉原を拠点に活動しており、戦闘では杖を使用した魔法攻撃を使う。
アイドルとしてファンを楽しませる事を喜びとしている純粋なエンターテイナーで、天真爛漫な性格でメンバーの空気を和ませている。同時に灰汁の強いメンバー達に振り回されることも多い。
父の晩酌に出されていた塩辛やたこわさを分けてもらっていたため、好物になっている。
趣味はピンク色の小物集め。
本郷 ヤマト（ほんごう ヤマト）
声 - 岡本信彦
【年齢:16歳/使用パソポン:斧型パソポン・イヴァン】
高校生。見た目は中学生。秋葉原の文化には興味がないというが、れっきとしたオタク。だいぶ早い段階で仲間になるものの、彼が自分がオタクであると認めるまではだいぶ時間がかかる。かつて患っていた中二病から、中二ワードに反応したりすることもあるが、基本的には常識人で、全編を通してツッコミ役となっている。
幼い弟妹が一人ずついる。
将来の夢は脚本家になる事。
真田 コトミ（さなだ コトミ）
声 - 上坂すみれ
【年齢:17歳/使用パソポン:鎌型パソポン・ロゼ】
高校三年生で秋葉原に古くから存在する名家、真田家の令嬢。
両親はコトミが幼少の頃から仕事の為に海外で生活しており年に一度しか帰国しない。そのような生活が10年以上続いたせいか、高校は不登校、口が悪く、誰にでも命令口調。
自身の妄想を否応なく壊した自警団に対して憎悪を露にしたり、物事を斜めから見るかのような発言が多いが、結果として脱線した話を助けた事が多い。
好きな食べ物はおまんじゅう。
篠宮 レイジ（しのみや レイジ）
声 - KENN
【年齢:28歳/使用パソポン:槍型パソポン・ウツセミ】
長身眼鏡の青年。
現在はフリーランスでグラフィックデザインの仕事をしている。
パーティーの中では最年長で、中でもヤマトに対しては「子供」である事をイジる事が多い。一方で秘密主義的なところがあり、妄想管理局と面識がある事からも、特にヤマトから警戒されていた。
かつての恋人であった「東條マリ」を探して秋葉原に来ているが、カノンの迷宮奥で再会したにもかかわらず「まだ出会えてない」と語っている。
好きな物は酒、嫌いな物は薄味。
藍原 ミズキ（あいはら ミズキ）
声 - 小野賢章
【年齢:20歳/使用パソポン:銃型パソポン・エクリプス】
大学2年生。アサヒとは小学校からの幼馴染。
趣味は読書。家庭教師のアルバイトをしている。
高校時代には生徒会副会長を勤めていた事もある。

### サブキャラクター
ぴんくん
声 - 種﨑敦美
謎のブサカワな生物。
子供らしく不遜な態度が目立つも、アサヒ一行のムードメーカーとして可愛がられている。
サキの相棒であり、彼女が一時離脱した際には非常に落ち込んでいた。
その正体はサキの妄想であり、妄想事件の解決に伴い、ぴんくんも消滅した。
鈴森 モエ（すずもり モエ）
声 - 桑原由気
18歳。メイド喫茶「メイディアーズ」の看板メイドさん。入店以来、一日も休んでいないという伝説がある。
実は妄想主の一人だったが、多くの妄想主とは違い、妄想宮が破壊された後もある程度の記憶は残っていた。そのため、終わらない日曜日に終止符を打つべく、アサヒ達に協力を申し出る。
早乙女 カナタ（さおとめ カナタ）
声 - 木村珠莉
16歳。秋葉原の裏通りにあるバー「菫のエデン」で働いている。
秋葉原の裏情報に詳しく、地下闘技場の存在や闇の商人（要はシャレ子）の存在をアサヒに話している。
アサヒの言動に赤面する事が多々あるため、他のキャラ以上にアサヒへの好意を見せているが、実は男の娘である。
西園寺 ヨシノ（さいおんじ ヨシノ）
声 - 山村響
28歳。真田家に仕える本職のメイド。傭兵だった過去を持つ。コトミの孤独な心情を最も理解しており、そのわがままの一切を受け止め、アサヒ達とコトミの中を仲介している。
非常に万能な人物であり、秋葉原中に彼女をスカウトしようとする企業・組織が存在するが、その正体はコトミの妄想である。

### その他キャラクター
カノン
声 - 柿原徹也
秋葉原でその存在が噂されている通称・ピンクマントの男。
体系や身長、美醜に至るまで、その目撃情報は安定しない。
アケミ・エクスタシア
声 - 代永翼
バー「菫のエデン」を営む年齢不詳の謎の女性(？)。菫のエデンはアサヒ達の行動拠点となり、彼女（？）の言葉がヒントとなる事も度々ある。
七尾 ナナ (ななお ナナ)
声 - 和氣あず未
メイディアーズメイド。語尾に「〜っす」と着けて喋る。
本名は槙島ナナで極道の娘。ナナ自身も格闘技の心得がある。オペレーターとなったモエの空きを埋めている事から、優秀なメイドである事がうかがえる。
藍原 ハズキ (あいはら ハズキ)
声 - 田村奈央
ミズキの姉。昔はよくアサヒ、ミズキと３人で遊んでいた。久しくあったアサヒには顔を忘れられていたが、これはハズキが長らく入院しており、アサヒと長く会っていなかったからである。
実はミズキの妄想。彼女自身もその自覚はあり、仲違いしてしまったミズキとアサヒの仲を取り持つと共に、本体となるハズキ本人の事も気遣っていた。
宇部 シャレ子 (うべ シャレこ)
声 - 村川梨衣
謎の闇商人。体型や声から、女性であると推測されるが、詳細は不明。メイディアーズの常連であり、モエにとっても顔なじみである。

### 秋葉原自警団
団長
声 - 小西克幸
本名、年齢不詳。
オールバックにも似た髪形で白装束という、独特のセンスを持ち、尊大な態度がその特異性を際立たせている。
妄想を壊すという義務感が先行してはいるものの悪人ではなく、自警団側はアサヒ達に友好的で、時に共闘する事もある。
実は鬼灯姉妹ともどもミズキの妄想であり、彼らもその自覚はあった。
消滅後もその存在感は大きく、ミズキのサブイベントで当時の動向が語られている。
鬼灯 アカリ
声 - 鈴木絵理
16歳、高校2年生。アオイの双子の姉。
天真爛漫な性格で、自警団とアサヒ達のパイプ役に近い存在となっている。
団長・妹同様彼女もミズキの妄想でその自覚があり、消滅に際しても明るく去っていった。
鬼灯 アオイ
声 - 田澤茉純
16歳、高校2年生。アカリの双子の妹。
姉とは違い大人しく控えめ。アサヒ一行というよりはアサヒと対話する事が多い。
団長・姉同様彼女もミズキの妄想であり、自警団を助けた礼をアサヒに言う際に、その境遇を示唆している。

### 妄想管理局
黒崎 ミカド (くろさき ミカド)
声 - 諏訪部順一
年齢不詳。謎の組織『妄想管理局』の局長。
結城 カスガ (ゆうき カスガ)
声 - 内匠靖明
28歳。研究推進室・室長。
東条 マリ (とうじょう マリ)
声 - 佐藤利奈
26歳。研究推進室・主任。
レイジ・ヤマトがカノンの迷宮で出会った。ヤマトとしてはレイジの念願がかなったと考えていたが、レイジはマリが妄想ではないかと疑っており、その真意が確かめられなかった為「会えてない」を通していた。
レイジの妄想が壊された後も存在していたため実在の人物であると思われていたが、実はレイジのもう一つの妄想であり、レイジが開発した妄想の人物を判別する機械にてその事実が露呈した。

## 主題歌
「again」
歌 - ClariS